# Bézancourt
Bézancourt és un municipi francès situat al departament del Sena Marítim i a la regió de Normandia. L'any 2007 tenia 284 habitants.

## Demografia

### Població
El 2007 la població de fet de Bézancourt era de 284 persones. Hi havia 118 famílies de les quals 28 eren unipersonals (16 homes vivint sols i 12 dones vivint soles), 45 parelles sense fills, 33 parelles amb fills i 12 famílies monoparentals amb fills.
La població ha evolucionat segons el següent gràfic:
Habitants censats

### Habitatges
El 2007 hi havia 206 habitatges, 123 eren l'habitatge principal de la família, 69 eren segones residències i 13 estaven desocupats. Tots els 202 habitatges eren cases. Dels 123 habitatges principals, 109 estaven ocupats pels seus propietaris, 6 estaven llogats i ocupats pels llogaters i 7 estaven cedits a títol gratuït; 3 tenien dues cambres, 24 en tenien tres, 35 en tenien quatre i 61 en tenien cinc o més. 91 habitatges disposaven pel capbaix d'una plaça de pàrquing. A 65 habitatges hi havia un automòbil i a 46 n'hi havia dos o més.

### Piràmide de població
La piràmide de població per edats i sexe el 2009 era:
| Homes | Edats   | Dones |
| ----- | ------- | ----- |
| 0     | 95 o +  | 0     |
| 0     | 90 a 94 | 0     |
| 4     | 85 a 89 | 0     |
| 4     | 80 a 84 | 4     |
| 0     | 75 a 79 | 4     |
| 8     | 70 a 74 | 8     |
| 20    | 65 a 69 | 8     |
| 4     | 60 a 64 | 12    |
| 8     | 55 a 59 | 12    |
| 12    | 50 a 54 | 12    |
| 0     | 45 a 49 | 0     |
| 16    | 40 a 44 | 8     |
| 4     | 35 a 39 | 8     |
| 8     | 30 a 34 | 0     |
| 4     | 25 a 29 | 8     |
| 4     | 20 a 24 | 4     |
| 0     | 15 a 19 | 16    |
| 12    | 10 a 14 | 8     |
| 0     | 5 a 9   | 4     |
| 0     | 0 a 4   | 4     |

## Economia
El 2007 la població en edat de treballar era de 173 persones, 129 eren actives i 44 eren inactives. De les 129 persones actives 115 estaven ocupades (63 homes i 52 dones) i 13 estaven aturades (7 homes i 6 dones). De les 44 persones inactives 17 estaven jubilades, 13 estaven estudiant i 14 estaven classificades com a «altres inactius».

### Ingressos
El 2009 a Bézancourt hi havia 140 unitats fiscals que integraven 351 persones, la mediana anual d'ingressos fiscals per persona era de 18.514 €.

### Activitats econòmiques
Dels 20 establiments que hi havia el 2007, 3 eren d'empreses extractives, 1 d'una empresa alimentària, 2 d'empreses de construcció, 7 d'empreses de comerç i reparació d'automòbils, 2 d'empreses d'hostatgeria i restauració, 2 d'empreses d'informació i comunicació, 1 d'una empresa financera i 2 d'empreses classificades com a «altres activitats de serveis».
Dels 4 establiments de servei als particulars que hi havia el 2009, 2 eren lampisteries, 1 empresa de construcció i 1 restaurant.
Dels 2 establiments comercials que hi havia el 2009, 1 era un supermercat i 1 una botiga de més de 120 m².
L'any 2000 a Bézancourt hi havia 17 explotacions agrícoles que ocupaven un total de 1.206 hectàrees.

## Equipaments sanitaris i escolars
El 2009 hi havia una escola elemental integrada dins d'un grup escolar amb les comunes properes formant una escola dispersa.

## Poblacions més properes
El següent diagrama mostra les poblacions més properes.